# Brendan Hines
Brendan Hines (Baltimore, Maryland, 28 december 1976) is een Amerikaans acteur en zanger. Hij is vooral bekend van de televisieserie Lie to Me, waarin hij de rol van Eli Loker heeft.

## Biografie
Brendan Hines speelt Andy Goode in de televisieserie Terminator, Terminator: The Sarah Connor Chronicles, Eli Loker in Lie to Me en Tyler Ford in The Middleman. Hij begon in 2009 met Deep in the Valley. Hij was lid van het Bakerloo Theatre Project in New York, waarin hij Orsino speelde in het stuk Twelfth Night. Ook speelde Hines in de televisieseries Scorpion als Drew Baker, en Locke & Key als Josh Bennett.
- Biblioteca Nacional de España: XX4912868
- Bibliothèque nationale de France: cb15881133c (data)
- Gemeinsame Normdatei: 142497312
- International Standard Name Identifier: 0000 0001 1437 7608
- Library of Congress Control Number: no2009148394
- Nationale Bibliotheek van Israël: 987007400503605171
- Virtual International Authority File: 10183096
- WorldCat: E39PBJkD6Bm4Cj8thGq3TPfrMP